# Erling Størmer
Erling Størmer (Oslo, 2 de novembro de 1937) é um matemático norueguês, que trabalha com álgebra de operadores e em especial com C*-Álgebra.
Størmer obteve um doutorado em 1963 na Universidade Columbia, orientado por Richard Kadison, com a tese Point Measures in the Two-Sided Non-Commutative Integration Theory.
Foi palestrante convidado do Congresso Internacional de Matemáticos em Vancouver (1974: Some aspects of ergodic theory in operator algebras). 

## Obras
- Positive Linear Maps of Operator Algebras, Springer 2013
- com Harald Hanche-Olsen: Jordan Operator Algebras, Pitman 1984
- com Sergey Neshveyev: Dynamical entropy in operator algebras, Springer 2006